# Leon Shamroy
Leon Shamroy (ur. 16 lipca 1901 w Nowym Jorku, zm. 7 lipca 1974 w Los Angeles) – amerykański operator filmowy.

## Nagrody
Osiemnastokrotnie nominowany do Oscara za najlepsze zdjęcia, zdobył ostatecznie cztery statuetki za najlepsze zdjęcia w filmie kolorowym za film Czarny łabędź (1943), Wilson (1945), Zostaw ją niebiosom (1946) i Kleopatra (1964).

## Filmografia
Jako operator filmowy, w trakcie 45-letniej aktywności zawodowej, uczestniczył w realizacji 122 filmów krótko- i pełnometrażowych oraz seriali telewizyjnych.

### Krótkometrażowe
- 1928: The Telltale Heart (horror: czas – 24')
- 1966: One Chance (4')

### Filmy/seriale TV
- 1970:
  - Prudence and the Chief (film TV: czas – 30')
  - Arnie (serial komediowy: 1 odcinek)

### Fabularne
- 1926:
  - Pirates of the Sky (przygodowy: czas – 65')
  - Lightning Hutch (film akcji: 230')
  - The Trunk Mystery (Sensacyjny)
- 1927:
  - Tongues of Scandal (obyczajowy)
  - Hidden Aces (film akcji: 62')
  - Land of the Lawless (western: 50')
- 1928:
  - The Last Moment (obyczajowy: 60')
  - Out with the Tide
  - Bitter Sweets (kryminał)
- 1930:
  - Alma de Gaucho (melodramat)
- 1931: Women Men Marry (obyczajowy: 76')
- 1932:
  - Stowaway (melodramat: 54')
  - A Strange Adventure (dreszczowiec: 60')
- 1933:
  - The Mystic Hour (kryminalny: 60')
  - Jennie Gerhardt (obyczajowy: 85')
  - Her Bodyguard (komedia: 71')
  - Three Cornered Moon (komedia: 77')
- 1934:
  - Good Dame (przygodowy: 72')
  - Księżniczka przez trzydzieści dni (komedia: 74')
  - Are We Civilized? (obyczajowy: 70')
  - Kiss and Make-Up (musical: 78')
  - Ready for Love (komedia: 77')
  - Behold My Wife! (obyczajowy: 79')
- 1935:
  - Prywatne światy (obyczajowy: 84')
  - Accent on Youth (komedia: 77')
  - Sześć lat miłości (komedia romantyczna: 85')
  - She Couldn't Take It (komedia: 77')
  - Mary Burns, Fugitive (obyczajowy: 84')
- 1936:
  - Soak the Rich (komediodramat: 87')
  - Fatal Lady (musical: 73')
  - Rozrzutnik (romans: 80')
  - Wedding Present (komedia: 81')
- 1937:
  - Za cenę życia (film noir: 86')
  - Her Husband Lies (kryminał: 74')
  - The Great Gambini (sensacyjny: 70')
  - She Asked for It (przygodowy: 69')
  - Blossoms on Broadway (komedia: 80')
- 1938: 
  - Młode serca (komediodramat: 90')
  - Man's Paradise (dokument obyczajowy)
- 1939:
  - Stworzeni dla siebie (komedia: 92')
  - Historia Alexandra Grahama Bella (biograficzny: 98')
  - Dziewczę o północy (komedia: 85')
  - Przygody Sherlocka Holmesa (dreszczowiec: 85')
- 1940:
  - Little Old New York (biograficzny: 100')
  - I Was an Adventuress (komedia: 81')
  - Lillian Russell (biograficzny: 127')
  - Four Sons (dramat wojenny: 89')
  - Down Argentine Way (musical: 89')
  - Tin Pan Alley (muzyczny: 94')
- 1941:
  - That Night in Rio (musical: 91')
  - The Great American Broadcast (komedia muzyczna: 90')
  - Moon Over Miami (musical: 91')
  - Jankes w RAF-ie (przygodowy: 98')
  - Potwierdź albo zaprzecz (dramat wojenny: 74')
- 1942:
  - Roxie Hart (komedia: 75')
  - Ten Gentlemen from West Point (przygodowy: 102')
  - Czarny łabędź (film akcji: 87')
- 1943:
  - Claudia (komedia: 91')
  - Zanurzenie alarmowe (przygodowy: 106')
  - Stormy Weather (komedia: 78')
- 1944:
  - Buffalo Bill (biograficzny: 90')
  - Wilson (biograficzny: 154')
  - Greenwich Village (komedia muzyczna: 82')
- 1945:
  - Drzewko na Brooklynie (melodramat: 129')
  - Where Do We Go from Here? (fantasy: 74')
  - State Fair (musical: 100')
  - Zostaw ją niebiosom (film noir: 110')
- 1947:
  - Szokująca panna Pilgrim (musical: 85')
  - Wieczna Amber (przygodowy: 138')
  - Daisy Kenyon (melodramat: 99')
- 1948: Dama w gronostajach (musical: 89')
- 1949:
  - Książę lisów (przygodowy: 107')
  - Z jasnego nieba (dramat wojenny: 132')
- 1950:
  - Cheaper by the Dozen (komedia: 86')
  - Two Flags West (dramat wojenny: 92')
- 1951:
  - On the Riviera (musical: 89')
  - Dawid i Betszeba (historyczno-religijny: 116')
- 1952:
  - Z pieśnią w sercu (biograficzny: 117')
  - Down Among the Sheltering Palms (musical: 87')
  - Wait Till the Sun Shines, Nellie (obyczajowy: 108')
  - Śniegi Kilimandżaro (przygodowy: 114')
- 1953:
  - Tonight We Sing (musical: 109')
  - Call Me Madam (komedia: 114')
  - The Girl Next Door (musical: 92')
  - White Witch Doctor (przygodowy: 96')
  - Szata (dramat historyczny: 135')
  - King of the Khyber Rifles (przygodowy: 100')
- 1954:
  - Egipcjanin Sinuhe (biograficzny: 139')
  - Nie ma jak show biznes (musical: 117')
- 1955:
  - Tajemniczy opiekun (musical: 126')
  - Miłość jest wspaniała (melodramat: 102')
  - Dzień dobry, pani Dove (obyczajowy: 107')
- 1956:
  - Król i ja (biograficzny: 133')
  - The Best Things in Life Are Free (musical: 104')
  - Blondynka i ja (komedia muzyczna: 99')
- 1957: Biuro na tranzystorach (komedia: 103')
- 1958:
  - Południowy Pacyfik (musical: 157')
  - Bravados (western: 98')
  - Awantura w Putman's Landing (komedia: 106')
- 1959:
  - Porgy i Bess (musical: 138')
  - Błękitny anioł (obyczajowy: 107')
  - Ukochany niewierny (biograficzny: 123')
- 1960:
  - Żołnierz mimo woli (komedia: 126')
  - Złoto Alaski (western: 122')
- 1961: Snow White and the Three Stooges (przygodowy: 107')
- 1962: Czuła jest noc (obyczajowy: 142')
- 1963:
  - Kleopatra (biograficzny: 192')
  - Kardynał (dramat: 175')
- 1964: Pięciu mężów pani Lizy (komedia romantyczna: 111')
- 1965:
  - Johnie Goldfarb, proszę do domu! (komedia: 96')
  - Udręka i ekstaza (biograficzny: 138')
  - Nie przeszkadzać (komedia: 102')
- 1966: Kosmiczne przygody Jennifer (komedia romantyczna: 110')
- 1967: Wokół Caprice (dreszczowiec: 98')
- 1968:
  - Planeta małp (SF: 112')
  - The Secret Life of an American Wife (komedia: 92')
  - Skidoo (komedia: 98')
- 1969: Justine (obyczajowy: 116')